# Andrea Dallamora
Andrea Dallamora (Cervia, 16 gennaio 1970) è un ex cestista italiano, alto 200 cm, che giocava nel ruolo di guardia. È ora apprezzato cuoco in un locale di sua proprietà nel centro storico di Cervia.

## Carriera
Inizia la carriera in serie A appena diciassettenne alla Fortitudo nella stagione 1986-87 lanciato dall'allenatore Andrea Sassoli.
Le tre stagioni successive l'allenatore della Fortitudo è Mauro Di Vincenzo e Dallamora è una presenza fissa in prima squadra anche se i suoi minutaggi non sono certo elevati ma nella stagione 1990-91 con Pillastrini in panchina cresce il minutaggio di Dallamora che diventa un giocatore fondamentale e viaggia con 13,7 punti di media a partita, che l'anno dopo diventeranno 15,4 ma nelle successive due stagioni il rendimento di Dallamora diminuisce e viene ceduto a Trieste e successivamente gioca anche a Rimini, Forlì, Roma e Avellino ma non è più il Dallamora di inizio anni novanta.
La sua carriera in serie A si chiude nel 2001, a Napoli, quando era appena trentunenne. Dieci anni dopo continua a giocare nelle minor romagnole, vincendo nel 2011 il campionato di Prima Divisione con la Libertas Tiberio Cervia.